# عمرزایی
عُمَرزَی نام یک طایفه نسبتاً کوچک از پشتون‌ها است که در مناطق شهری پاکستان زندگی می‌کنند. گروه بزرگی از ایشان ساکن جرنوالا در پنجاب پاکستان و ناکورو در کنیا بوده‌اند ولی امروزه بیشتر ایشان به بریتانیا مهاجرت نموده‌اند.
هنوز برخی از ایشان در جرنوالا سکونت دارند ولی ساکنان عمرزائی تبار ناکورو آنجا را ترک کرده‌اند.